# Libereso Guglielmi
Libero Guglielmi, noto anche con lo pseudonimo di Libereso (Bordighera, 20 aprile 1925 – Sanremo, 23 settembre 2016), è stato un botanico italiano.
Vegetariano, naturalista, scrittore, disegnatore e autore di articoli e saggi dedicati alla natura e alle piante.

## Biografia

### Origini
Libero Guglielmi nasce il 20 aprile 1925 a Bordighera da genitori italiani, secondo di tre fratelli.
(Claudio Porchia, Il diario di un giardiniere anarchico, 2019.)

### Formazione e carriera
All'età di quindici anni, grazie a una borsa di studio, viene chiamato da Mario Calvino a lavorare presso la stazione sperimentale di floricoltura di Sanremo, dove conosce Italo Calvino, di cui diventa amico e con cui ha vissuto per dieci anni, dal 1940 al 1951. 
Dal 1951 al 1957 si trasferisce nel Sud Italia e lavora per la ditta agricola Caramiello-Matarazzo ad Ercolano, con la qualifica di direttore delle serre di orchidee, anthurium, rose e strelitzie.
Dal 1957 si trasferisce in Inghilterra, presso lo Stuard Low Ltd Enfield, come propagatore.
Dal 1959 al 1970 diventa capo giardiniere al parco Middleton House Enfield e per l'università di Londra, facoltà di farmacia, come tecnico specializzato in coltivazione piante medicinali per il dipartimento di farmacognosi.
Dal 1970 al 1975 dipendente del comune di Sanremo, reparto giardini.
Dal 1975 al 1987 è responsabile per il ripristino e la manutenzione del parco e del giardino all'italiana di Villa Gernetto, ex Villa Cavazza, a Lesmo.
Dal 1987 è pensionato e inizia l'attività di guida botanica, conferenziere, scrittore, disegnatore, illustratore, educatore ambientale, progettista di giardini, ospite di trasmissioni televisive e radiofoniche.

## Opere

### Libri
- Libereso, Il giardiniere di Calvino, prefazione di Nico Orengo, Muzzio Editore, 1993;
- Oltre il giardino: le ricette di Libereso, a cura di Claudio Porchia, ed. Socialmente Bologna, 2008;
- Mangiare il giardino: la lezione di Libereso, a cura di Claudio Porchia, ed. Socialmente Bologna, 2009;
- Cucinare il giardino: le ricette di Libereso, a cura di Claudio Porchia, ed. ZEM Vallecrosia, 2012;
- Ricette per ogni stagione, di Libereso, a cura di Claudio Porchia, ed. ZEM Vallecrosia, 2014;
- L'Erbario di LIbereso, a cura di Claudio Porchia ed Semi Rurali, 2024;
- Diario di un giardiniere anarchico, a cura di Claudio Porchia, ed. Semi Rurali, 2023.

### Documentari
- Un pomeriggio con Libereso, di F. Revelli, Zemiafilm, 2008;
- Libereso Guglielmi, di Maury Dattilo - audiodocumentario Rai Radio3 (2021).

## Riconoscimenti e premi
- Premio San Martino per la biodiversità della provincia di Parma, 2008;
- Premio "Red Century" per l'impegno a difesa dell'ambiente, 2008;
- Premio Città di Sanremo per attività di divulgatore botanico, 2014.

| Controllo di autorità | VIAF (EN) 79417673 · ISNI (EN) 0000 0000 7861 2358 · SBN MILV120801 · LCCN (EN) n94058966 · GND (DE) 119279630 · CONOR.SI (SL) 232928355 |